# Ziua Internațională a Persoanelor Vârstnice
Ziua Internațională a Persoanelor Vârstnice este sărbătorită în fiecare an în data de 1 octombrie, din 1991. Această dată a fost stabilită  în 14 decembrie 1990 de Adunarea Generală a Organizației Națiunilor Unite (ONU), în baza Rezoluției nr. 45/106.   
În 1982 s-a elaborat prima dată un Plan internațional de acțiune pentru ajutorarea persoanelor în vârstă, adoptat de către Adunarea Mondială privind Îmbătrânirea și aprobat de către Adunarea Generală a ONU, 
Prin acest plan se dorea creșterea nivelului de conștientizare și de empatie cu privire la calitatea vieții persoanelor de vârsta a treia.  
Populația lumii îmbătrânește, determinată de creșterea speranței de viată și de scăderea ratei natalității.  
În 2019, pentru prima dată în istorie, numărul persoanelor de peste 65 a depășit numărul copiilor de sub 4 ani, conform datelor companiei  Euromonitor International Arhivat în 6 octombrie 2021, la Wayback Machine..  
- 1998 & 2000: Către o societate pentru toate vârstele
- 2004: Persoanele în vârstă într-o societate care include toate generațiile.
- 2005: Îmbătrânirea în noul mileniu.
- 2006: Îmbunătățirea calității vieții pentru persoanele în vârstă: promovarea strategiilor globale ale ONU.
- 2007: Abordarea provocărilor și oportunităților îmbătrânirii.
- 2008: Drepturile persoanelor în vârstă.
- 2009: Sărbătorirea celei de-a 10-a aniversări a Anului internațional al persoanelor în vârstă: către o societate pentru toate vârstele.
- 2010: Persoanele în vârstă și realizarea ODM.
- 2011: Oportunitățile și provocările în creștere ale îmbătrânirii globale.
- 2012: Longevitatea: modelarea viitorului.
- 2013: Viitorul pe care îl dorim: ce spun persoanele în vârstă.
- 2014: Să nu lăsăm pe nimeni în urmă: Promovarea unei societăți pentru toți.
- 2015: Sustenabilitate și incluziunea  persoanelor de vârstnice în mediul urban.
- 2016: Ia poziție împotriva Ageismului- Îmbătrânirii.
- 2017: Pas în viitor: valorificarea talentelor, contribuțiilor și participării persoanelor în vârstă, în societate.
- 2018: Sărbătorirea campionilor mai în vârstă pentru drepturile omului/ Celebrating Older Human Rights champions
- 2019: Călătoria către egalitatea de vârstă/ The Journey to Age Equality
- 2020: Pandemia: schimbă modul în care ne adresăm vârstei și îmbătrânirii? [3]

- In 2009 cu această ocazie, în discursul ei  Thoraya Ahmed Obaid, Directorul Executiv al Fondului ONU pentru Populație (în perioada 2001-2010) a reamintit cât de valoroși sunt oamenii, indiferent de vârsta lor, iar noi, românii ne putem aminti de cunoscutul proverb "Cine n-are bătrâni să-și cumpere".[1]

"Societățile trebuie să asigure creșterea calității vieții pentru persoanele în vârstă și respectarea drepturilor lor, pentru a putea trăi în demnitate. Acest lucru este cu atât mai important în timpul crizei financiare. Sunt necesare sisteme de securitate socială puternice care să furnizeze servicii, să asigure un standard adecvat de viață și care să promoveze solidaritatea între generații", subliniază reprezentanta ONU.
Astăzi, la 10 ani de la prima sărbătorire a Zilei Internaționale a persoanelor în vârstă, există mai mulți vârstnici în lume decât au fost vreodată. O persoană din zece are peste 65 de ani, iar generațiile în vârstă se măresc mai rapid decât alte grupe de vârstă din cadrul populației. În 2050, se estimează că o persoană din cinci va avea peste 65 de ani.
"Trăim mai mult și suntem mai sănătoși decât am fost vreodată, ceea ce este una dintre realizările majore ale umanității", consideră Thoraya Ahmed Obaid, însă demografii nu se feresc să atragă atenția asupra îmbătrânirii populației Globului.
- Potrivit unui studiu realizat în anul 2006, și România se confruntă cu o problemă demografică. Populația României a scăzut cu un milion de persoane din anul 1992, iar până în anul 2020, specialiștii se așteaptă ca numărul populației să scadă cu 2 milioane de locuitori. De asemenea, rata natalității a scăzut și în același timp numărul persoanelor tinere, de la un procent de 22, 7% în 1992, la un procent de 15, 9% în anul 2005. Pe de altă parte însă, numărul persoanelor bătrâne de peste 65 de ani a crescut de la 11%, rata înregistrată după Revoluție, la 14%. Datele sunt furnizate de către situl Ministerului Dezvoltării Regionale și Locuinței, în concordanță cu interesul pe care îl afirmă Uniunea Europeană pentru acest subiect.  Uniunea Europeană se confruntă cu același gen de probleme demografice. În 2003, creșterea naturală a populației a fost de numai 0,04% pe an și toate noile state membre, cu excepția Maltei și Ciprului, s-au confruntat cu o scădere de populație. Natalitatea este mult sub nivelul de 2,1 copii/femeie, care ar putea asigura echilibrul sporului natural.   Dificultățile în găsirea unei locuințe, problemele de pe piața muncii, schimbarea modului de viață și de muncă, precum și vârsta mai înaintată a părinților la nașterea primului copil contribuie la reducerea sporului natural. Acest proces de îmbătrânire al populației reprezintă în primul rând o provocare la nivel economic, pentru că odată cu trecerea timpului, vor fi din ce în ce mai puțini tineri înscriși pe piața de muncă și care să poată să susțină, prin veniturile lor, populația bătrână, deja ieșită la pensie.
- În 2019, peste o cincime (20,3 %) din populația din UE-27 avea vârsta de 65 de ani sau mai mult.[2]
- La 1 iulie 2020, populația lumii a fost estimată la 7,8 miliarde locuitori; țările cu cea mai mare populație sunt China (1439 mil. locuitori), India (1380 mil. locuitori), Statele Unite ale Americii (331 mil. locuitori), Indonezia (274 mil. locuitori) și Pakistan (221 mil. locuitori);[3]
- Se prognozează că populația lumii va ajunge la 9,7 miliarde locuitori în anul 2050 și la 10,9 miliarde locuitori în anul 2100;

1. ↑  „Sărbătorim Ziua bătranilor, într-o lume din ce in ce mai bătrână”. Accesat în 2009.
2. ↑  Archive:Structura și îmbătrânirea populației (în engleză), ec.europa.eu
3. ↑  Gheorghe Sãvoiu. „Numãrul populației, o sintezã statisticã  și economicã a evoluției alternative către explozie sau implozie demograficã” (PDF). Accesat în 2021.

- Ziua Bărbaților
- Ziua Copilului
- Ziua Familiei
- Ziua Femeii
- Ziua Mamei
- Ziua Tatălui

- Situl 9AM
- Statistici oficiale
- Materiale media legate de Ziua Internațională a Persoanelor Vârstnice la Wikimedia Commons